# Blažej Bulla
Blažej Bulla (Blažej Felix Bulla; Ústie nad Priehradou, 1852. május 19. – Turócszentmárton, 1919. november 1.) szlovák építész, drámaíró és zeneszerző.

## Élete
1852. május 19-én született, apja Petr Bulla és felesége, Jana családjában. A tanulmányait a prágai Cseh Műszaki Egyetemen folytatta, ahol építészként végzett. Tanulmányai alatt tagja lett a szlovák diákok Detvan Egyesületének. Miután visszatért Szlovákiába, Turócszentmártonban telepedett le, ahol létrehozta saját építészi irodáját. Számos épületet tervezett Turócszentmártonban, Tiszolcon, Alsókubinban, más szlovák városokban és falvakban. Építészként dolgozott Szamarkandban, de a kudarcok után visszatért Turócszentmártonba, ahol már nem folytatta építészeti tevékenységét.

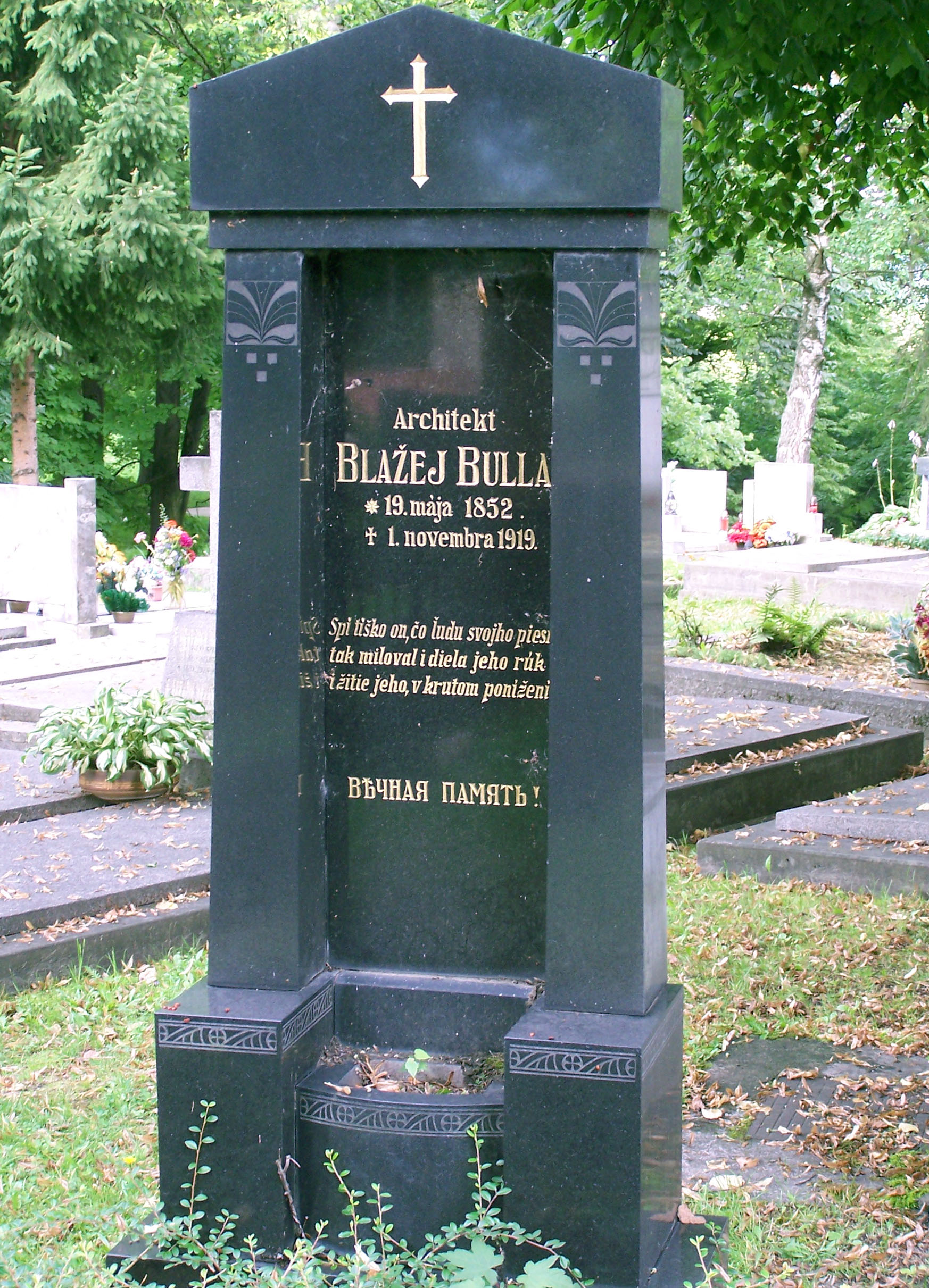
Sírja a turócszentmártoni Nemzeti Temetőben

## Művészi munkássága
Elsősorban építészeti munkákkal foglalkozott, amelyben Szlovákiában elsőként használta fel a  népi építészetet. Munkájával befolyásolta Dušan Jurkovič építészt is. Ezen felül az irodalomnak és a zenének szentelte magát. Drámákat írt, amelyhez zenét is komponált, főleg mesebeli témákat dolgozott fel.

## Építészeti munkái
- 1879 – Alsókubin: takarékpénztár

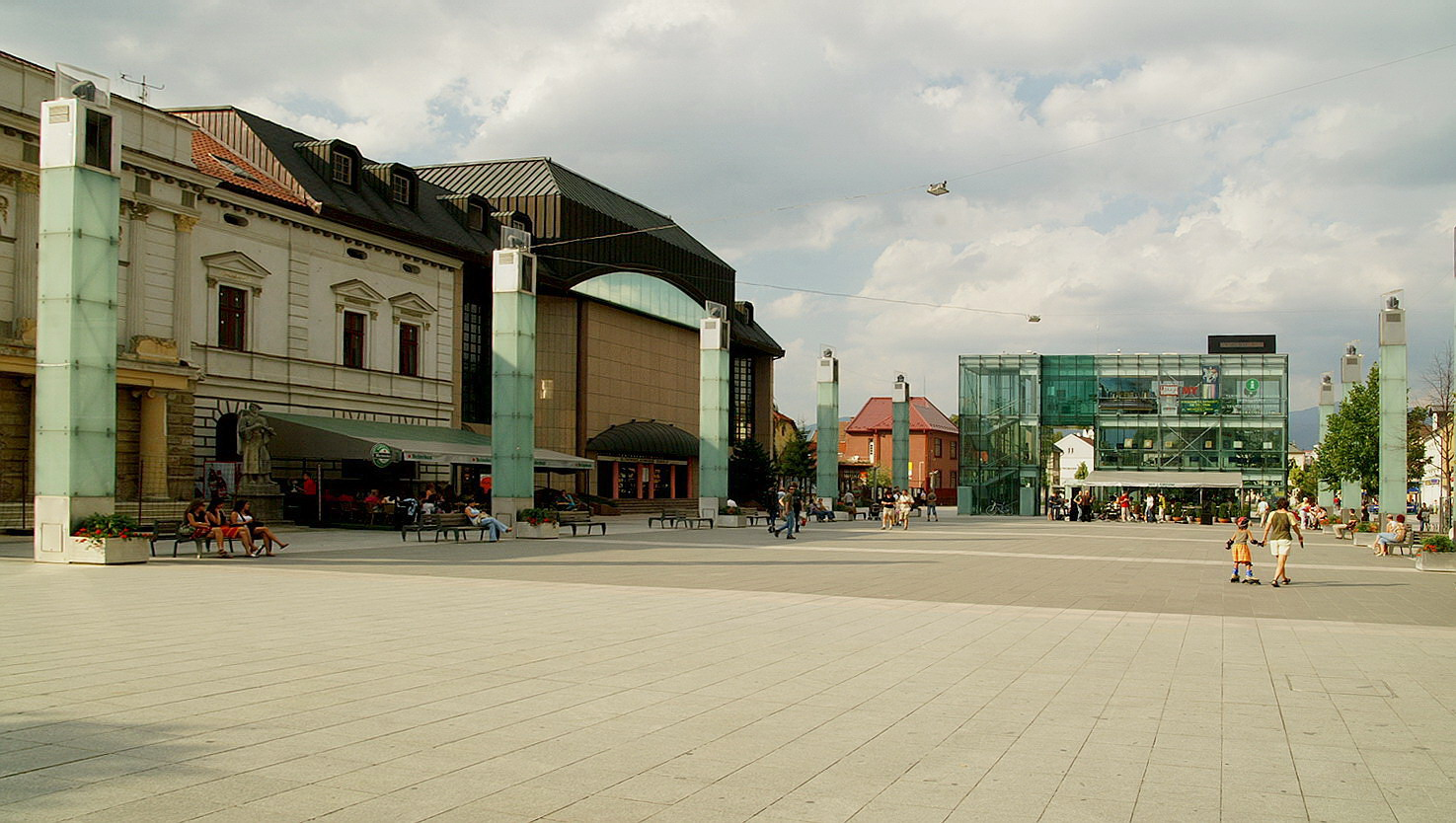
A Nemzeti Ház (Turócszentmárton), balra

- 1880 – Németlipcse: evangélikus templom
- 1881 – Lucski: gyógyszálloda
- 1881 – Királylehota: evangélikus templom
- 1881 – Tiszolc: városi kórház
- 1882 – Alsókubin: iskola
- 1883 – Szucsány: evangélikus plébánia
- 1885 – Liptószentmiklós: színházterem
- 1885 – Vanišov: evangélikus templom és torony
- 1885 – Tiszolc: iskola
- 1886 – Tiszolc: kórház
- 1887 – Likavka: római katolikus templom
- 1887 – Turócjeszen: evangélikus plébánia
- 1887 – Mosóc: az evangélikus egyház iskolája
- 1888 – Turócszentmárton: Nemzeti Ház
- 1890 – Vázsec: evangélikus templom
- 1892 – Turócszentmárton: Közép-szlovák sörgyár és szódaüzlet
- 1892 – Rajec: iskola
- 1893 – Turóctótfalu: római katolikus templom
- 1896 – Tiszolc: evangélikus épületek
- 1909 – Turócszentmárton: Andrej Kmeť sírköve a Nemzeti Temetőben

## Drámák
- Boglárka
- Švarná Savojanka
- Aratás
- Radotín herceg
- Só az arany felett

## Zeneművek
- Sbierka slovenských štvorspevov pre mužské a miešané sbory (1901) Szlovák kvartettek gyűjteménye férfi és vegyes kórusok számára
- Sokolský pochod Americkým „Slovenským Sokolom“ prvou cenou poctený (1906)
- Bože ráč nás… (1907) Isten áldjon meg minket…
- Hľadaj ma – Keressen engem

## Fordítás
- Ez a szócikk részben vagy egészben  a   Blažej Bulla című szlovák Wikipédia-szócikk ezen változatának fordításán alapul.  Az eredeti cikk szerkesztőit annak laptörténete sorolja fel. Ez a jelzés csupán a megfogalmazás eredetét és a szerzői jogokat jelzi, nem szolgál a cikkben szereplő információk forrásmegjelöléseként.